# プレストン・レスリー
プレストン・ホプキンス・レスリー（英: Preston Hopkins Leslie、1819年3月8日 - 1907年2月7日）は、19世紀アメリカ合衆国の政治家、弁護士であり、1871年から1875年まで第26代ケンタッキー州知事、1887年から1889年までモンタナ準州知事を務めた。レスリーは3つの異なる道筋で知事に昇った。最初はケンタッキー州知事のジョン・W・スティーブンソンが1871年にアメリカ合衆国上院議員に就任するために知事を辞任した跡を継いだ。次に同年8月の州知事選挙で対抗馬のジョン・マーシャル・ハーランを破って、4年任期の知事に当選した。最後はグロバー・クリーブランド大統領から準州知事に指名された。
レスリーは南北戦争の間にアメリカ連合国支持者だったが、ハーランと対抗した州知事選挙の間により進歩的な姿勢を採るようになった。アメリカ合衆国憲法修正第14条と同第15条の批准に反対したが、知事としての影響力を使って裁判所で黒人が証言する権利を認める法を通し、解放されたばかりの元奴隷を教育する体系を作った。州内の多くの場所で起きたクー・クラックス・クランによる暴力を鎮めることにも貢献した。
モンタナ準州知事としては、その禁酒を推進する姿勢故に直ぐにマスコミの怒りを買った。準州の政治マシーンもレスリーに対抗するようになったので、ベンジャミン・ハリソン大統領から解任された。グロバー・クリーブランドがハリソンの跡を継いで2期目の大統領になると、レスリーをモンタナの地区検事に指名した。レスリーは80代になっても法律実務を継続しており、モンタナ州の地区裁判所判事にすることも検討された。レスリーは肺炎を患い、1907年2月7日に87歳で死んだ。

## 初期の経歴
プレストン・ホプキンス・レスリーは1819年3月8日に、ケンタッキー州クリントン郡（当時はウェイン郡）で生まれた。父はベイチェル・H・レスリー、母はサラ（旧姓ホプキンス）であり、その次男だった。公立学校で教育を受け、その後ライス・マクシー判事の下で法律を勉強した。1835年まで家族の農園で父を助け、また駅馬車の御者、渡し船の船員、店員など様々な職について自活した。1840年10月10日に法廷弁護士として認められ、クリントン郡裁判所事務官補を務めた。1841年、トンプキンスビルに移転し、農夫として働いた。1842年にはモンロー郡の郡検察官になった。
1841年11月11日、レスリーはルイザ・ブラックと結婚した。この夫妻には7人の子供が生まれた。ルイザは1858年8月9日に死んだ。1859年11月17日、未亡人のメアリー・モーピン・カイケンドールと再婚し、3人の子供が生まれた。メアリーは1900年9月3日に死んだ。

## 政歴
レスリーは1844年にホイッグ党からケンタッキー州下院議員に選ばれ、その政歴が始まった。1846年には1票差で上院議員になれなかった。下院議員は1850年まで務め、この年にモンロー郡とバーレン郡を代表する上院議員に当選した。上院議員は1855年まで務めた。1850年代、ケンタッキー州ではホイッグ党が次第に勢いを失っていったので、レスリーは民主党に移った。アメリカ合衆国下院議員やケンタッキー州控訴裁判所判事の指名は辞退し、自分の農場で働くことを好んだ。1859年、バーレン郡のグラスゴーに移転した。
1861年、レスリーは景気の良い資産を作り上げており、ケンタッキー州の所有地に加えてテキサス州でも土地を所有した。同年12月、レスリーとその長男が、26人の奴隷と共にその資産を巡った。所有地に家を建てた後でケンタッキー州に戻り、テキサス州の土地は長男に任せた。
南北戦争に対する考え方は複雑なものがあった。戦前は「強い連邦主義者」として知られたが、一旦戦争が始まると南部支持者に変化した。それでも南部は外交的手段で北部との違いを解決すべきと考え、連邦からの脱退を支持しなかった。政治的に目立たないようにし、どちらの軍にも従軍を拒んだ。戦後の1867年から1871年は州上院議員に復帰し、1869年から1871年は上院議長を務めた。

### ケンタッキー州知事
1871年2月13日、州知事のジョン・W・スティーブンソンがアメリカ合衆国上院議員に就任するために知事を辞任した。スティーブンソンは1867年にジョン・L・ヘルム知事が死去したことに伴って副知事から知事に昇格しており、副知事が居なかった。レスリーは上院議長として、知事の承継順位では副知事に次ぐ位置にあった。次の州知事選挙は1871年後半に予定されており、レスリーは民主党の推す候補者の中に入っていた。レスリーはアメリカ合衆国憲法修正第14条と同第15条の批准に反対していたので、強力な「ルイビル・クーリエ・ジャーナル」の設立者ヘンリー・ワッターソンから候補者にすることに反対を受けていた。民主党の候補者は後の州知事ジョン・Y・ブラウンやJ・プロクター・ノット、さらに元アメリカ連合国ケンタッキー州知事リチャード・ホーズが居たが、レスリーは反対も受けたがその中から傑出するようになった。ジョン・カーライルがレスリーの副知事候補に選ばれ、ある批評家からは「どうみても公認の組み合わせにおける最も有能な者」という宣言があった。レスリーが上院議員である間にサザン鉄道に反対したことは、党にとって有権者に対する負い目であることがわかった。レスリーが南部にたいして同調的である故に、党内の進歩的な「新出発」派閥からも反対を受けた。それでも州内ではバーボン民主党からの支持を受け、さらに州内のタバコ産業やルイビル・アンド・ナッシュビル鉄道からの支持もあった。
選挙戦の間、レスリーの対抗馬、共和党のジョン・マーシャル・ハーランは、多くの問題でその立ち位置を変えたので、「政治の風見鶏」と攻撃されていた。ある合同討論会でレスリーは、戦前にハーランが共和党の綱領を「革命的」と言い、もし実行されておれば、我々の自由の政府が破壊されていたことだろうと述べたことに言及した。ハーランは一貫しないその立ち位置を認め、一貫するよりも正しい道を選ぶと宣言した。一方レスリーは選挙運動の中で、党内の「新出発」派閥に近付き始めた。最終的にレスリーの支持者は「地味で、保守的で、安全」とレスリーを見なすようになった。黒人が投票を認められた最初の選挙で、レスーリーは大差でハーランを破ることができた。
1871年9月5日、州議会に対する就任演説で、レスリーは積極的な立法課題を挙げたが、議会はサザン鉄道の法案を通すことに関心があった。この鉄道はオハイオ州シンシナティとアメリカ合衆国南部の鉄道を繋ぐものだった。その線はケンタッキー州中央部を通過し地域の交易を活発にするものだった。主にオハイオ州の資本で資金手当てされ、州内ではルイビル・アンド・ナッシュビル鉄道の独占と競合するものだった。レスリーは特にこの法案を支持していなかったが、州に経済的恩恵をもたらす可能性があったので、拒否権は使わなかった。またクー・クラックス・クランによる戦後の暴力という問題にも直面していた。議会は1871年に暴徒暴力に対抗する法の成立を拒んでいた。レスリーは1871年12月6日に議会に対する演説で、強迫するような文言を書いたり貼り付けること、徒党を組んで変装することを違法とする法案を提案した。この提案は世論の支持を得て、議会の次の会期の間に成立した。鉄道と暴力の問題が解決されれば、黒人に対する教育制度の創設と、州の裁判所で黒人が証言する権利など州内の黒人の地位を改選する議案を奨励した。新しく地質調査を発注し、ケンタッキー州生まれのナサニエル・サウステイト・シェイラーがその仕事を監督するように指名した。禁酒運動の提唱者としてアルコールの販売に関する規制を追加した。また懲罰に関するしくみも改善された。
レスリー知事夫妻は敬虔なバプテストであり、知事の任期が明けたときには、必要とする者に対する慈善の故にグッドテンプラーズから銀食器一式を贈られた。知事の後はグラスゴー巡回裁判所判事に選ばれ、1881年から6年間務めた。しかし再選を求めた1886年の選挙では4票差で落選した。

### モンタナ準州知事
1887年、アメリカ合衆国大統領グロバー・クリーブランドがレスリーをモンタナ準州知事に指名した。クリーブランドは、1871年の州知事選挙でレスリーの対抗馬だったジョン・マーシャル・ハーランの推薦で、レスリーを指名していた。このときハーランはアメリカ合衆国最高裁判所陪席判事を務めていた。レスリーは禁酒を支援する姿勢のために、直ぐに地元マスコミから「冷水知事」と呼ばれ、対立するようになった。当時の刑務所は女性を収容する設備ができていなかったので、重窃盗罪で有罪とされた売春婦に恩赦を出したときは、さらにマスコミの見解が怪しくなった。準州議会に財政改革を行わせ、精神障害者と収監者に対する設備の改善を奨励したが、準州の政治マシーンとの折り合いがうまく行かなかった。1889年、議会が支持した指名法案をレスリーが握りつぶしたことが最後の引き金になった。共和党からの圧力を受けたベンジャミン・ハリソン大統領はレスリーを解任した。
一方ケンタッキー州では、州財務官"オネスト・ディック"・テイトが1888年に州の金25万ドル近くを持って失踪していた。それに続く捜査の間に、レスリーやその他州の役人数人がテイトを通じて州財務省から個人的借入をしていたことが明らかになった。

## 晩年と死
レスリーはモンタナ準州知事を解任された後、モンタナ州（1889年から州に昇格）ヘレナでA・J・クレイブンと共同で法律実務を開業した。クリーブランド大統領が大統領の2期目に就任し、レスリーをモンタナ州の地区検事に指名した。レスリーはこの職を1894年から1898年まで務めた。
レスリーはヘレナで法律実務を行いながら晩年を過ごすうちに、広く尊敬を集め、モンタナ州法曹協会の会長を務めた。1906年にケンタッキー州を再訪したとき、議会で演説を行い、南北戦争後に如何に新秩序を植え付けたかについて述べた。モンタナ州知事ジョセフ・トゥールがレスリーを地区判事に指名する請願書を回していたが、レスリーは肺炎を患った。レスリーは1907年2月7日に死に、ヘレナのフォレストベイル墓地に埋葬された。

## 記念
1878年に設立されたケンタッキー州レスリー郡は、レスリーの栄誉を称えて名付けられた。

## 関連図書
- Morton, Jennie C. (September 1907). “Sketch and Picture of Governor Preston H. Leslie”. Register of the Kentucky Historical Society 5:  pp. 13–16.